# Sarajevo-Novi Grad
Novi Grad („Neustadt“) ist die westlichste und mit knapp 125.000 Einwohnern größte Gemeinde (općina) im Stadtgebiet der bosnischen Hauptstadt Sarajevo sowie nach Banja Luka die zweitgrößte Gemeinde des ganzen Landes. Sie wurde am 12. April 1978 von der bisherigen Gemeinde Novo Sarajevo abgetrennt und besteht vorwiegend aus Plattenbauten der 1970er und 1980er Jahre entlang der Miljacka sowie Wohnsiedlungen mit kleineren Häusern an den Berghängen im Norden und Süden. Novi Grad grenzt an die Gemeinden Ilijaš und Vogošća im Norden, Novo Sarajevo im Osten, Istočno Novo Sarajevo im Südosten und Ilidža im Westen.
Auf dem Territorium der Gemeinde Novi Grad befinden sich ausgedehnte Industrie- und Bahnanlagen, aber auch repräsentative Geschäftszentren wie das Bosmal City Center. Zu den religiösen Zentren gehört die neue Istiklal-Moschee in der Miljacka-Schleife in Otoka. Die beiden größten Wohngebiete sind Alipašino polje und Dobrinja in Flughafennähe. Besonders letzteres lag im Bosnienkrieg direkt an der Frontgrenze und erlitt schwere Schäden. Hier verläuft heute die innerbosnische Entitätengrenze zur Republika Srpska.
Der Hauptteil des Gemeindegebiets liegt auf etwa 500 m Höhe im flachen Sarajevo polje, während der Berg Žuč mit 850 Metern den höchsten Punkt darstellt.

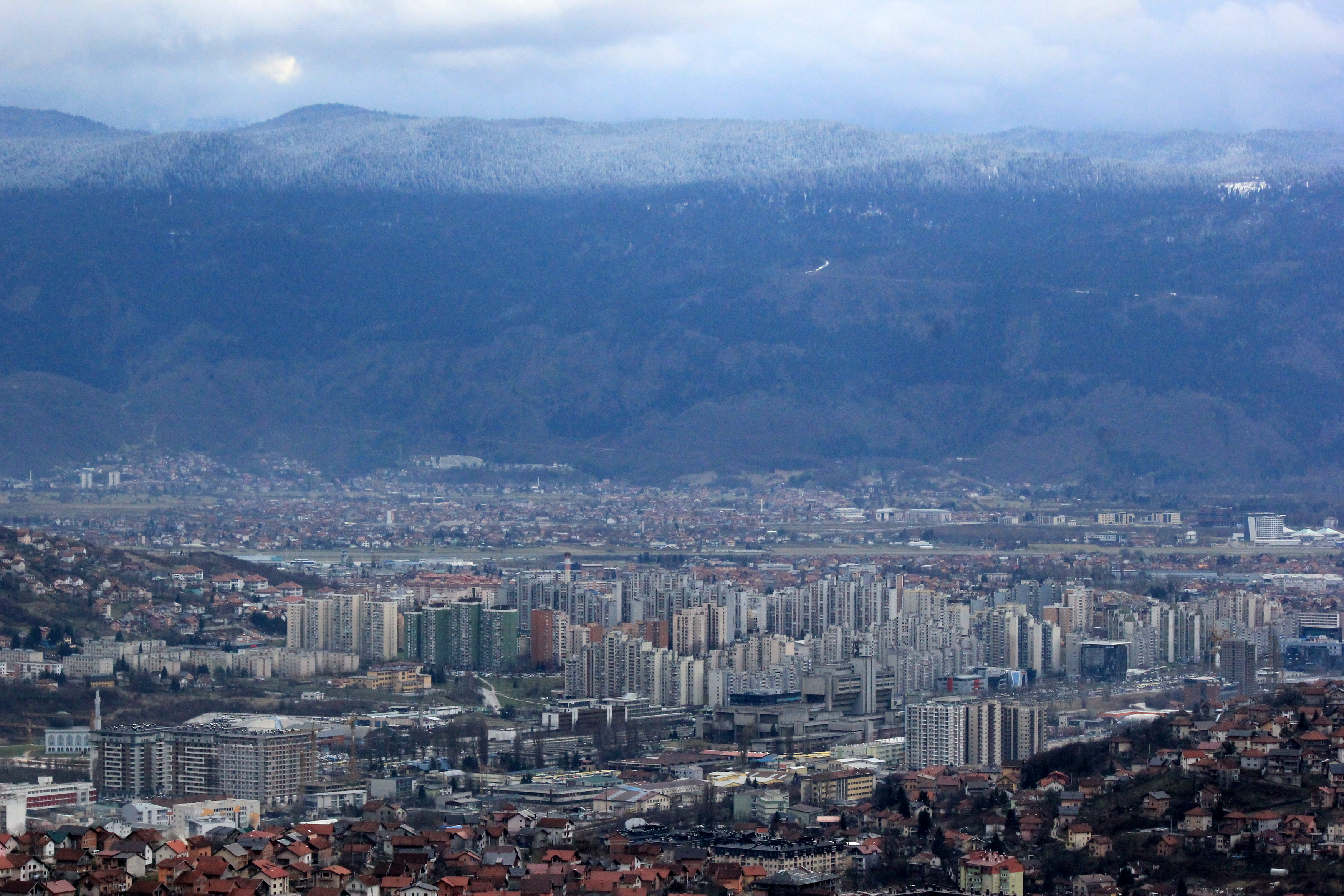
Blick vom Berg Hum auf Novi Grad mit dem Igman im Hintergrund